# Metal Gear Solid 2: Substance Limited Soundtrack Ultimate Sorter Edition
Metal Gear Solid 2: Substance Limoted Soundtrack Ultimate Sorter Edition – specjalna ścieżka dźwiękowa do gry Metal Gear Solid 2:Substance wydana przez Konami 19 grudnia 2002 roku. Kompozytorzy utworów to: Norihiko Hibino i Tappi Iwase.

## Utwory
| Tytuł                                               | Czas trwania |
| --------------------------------------------------- | ------------ |
| "Metal Gear Solid" Main Theme (document remix)      | 2:14         |
| Snake in VR Mission -weapon-                        | 1:57         |
| Snake in VR Mission -sneaking-                      | 2:13         |
| Raiden in VR Mission -weapon-                       | 2:29         |
| Raiden in VR Mission -sneaking-                     | 2:37         |
| VR Variety Mission                                  | 1:59         |
| VS Genoia                                           | 2:02         |
| Tuxedo Snake                                        | 1:57         |
| Mission in the Dark -sneaking-                      | 1:44         |
| Mission in the Dark -action-                        | 3:10         |
| Alternative Mission -photo shoot-                   | 2:14         |
| MGS 1 Snake in VR Mission -weapon-                  | 1:55         |
| MGS 1 Snake in VR Mission -sneaking-                | 1:49         |
| "Metal Gear Solid" Main Theme (skateboarding remix) | 3:20         |